# Flughafen Paros (1982)

i8
i11
i13
Der alte Flughafen Paros (englisch Panteleou Paros Airport, griechisch Κρατικός Αερολιμένας Πάρου Kratikos  Aerolimenas Parou) war ein kleiner Flughafen auf der Insel Paros. Er befindet sich an der Westküste der Insel und wurde durch den 2016 eröffneten neuen, knapp 2 Kilometer nordwestlich davon gelegenen neuen Flughafen Paros ersetzt.
Der Flughafen wurde von Olympic Air, die seit 2013 eine Tochtergesellschaft von Aegean Airlines ist, im Rahmen der Pflichtrouten (PSO – Public Service Obligation) bedient. Mit der Eröffnung des neuen Flughafens im Jahr 2016 wurde das Flugangebot nach Paros ausgeweitet.

## Lage und Verkehrsanbindung

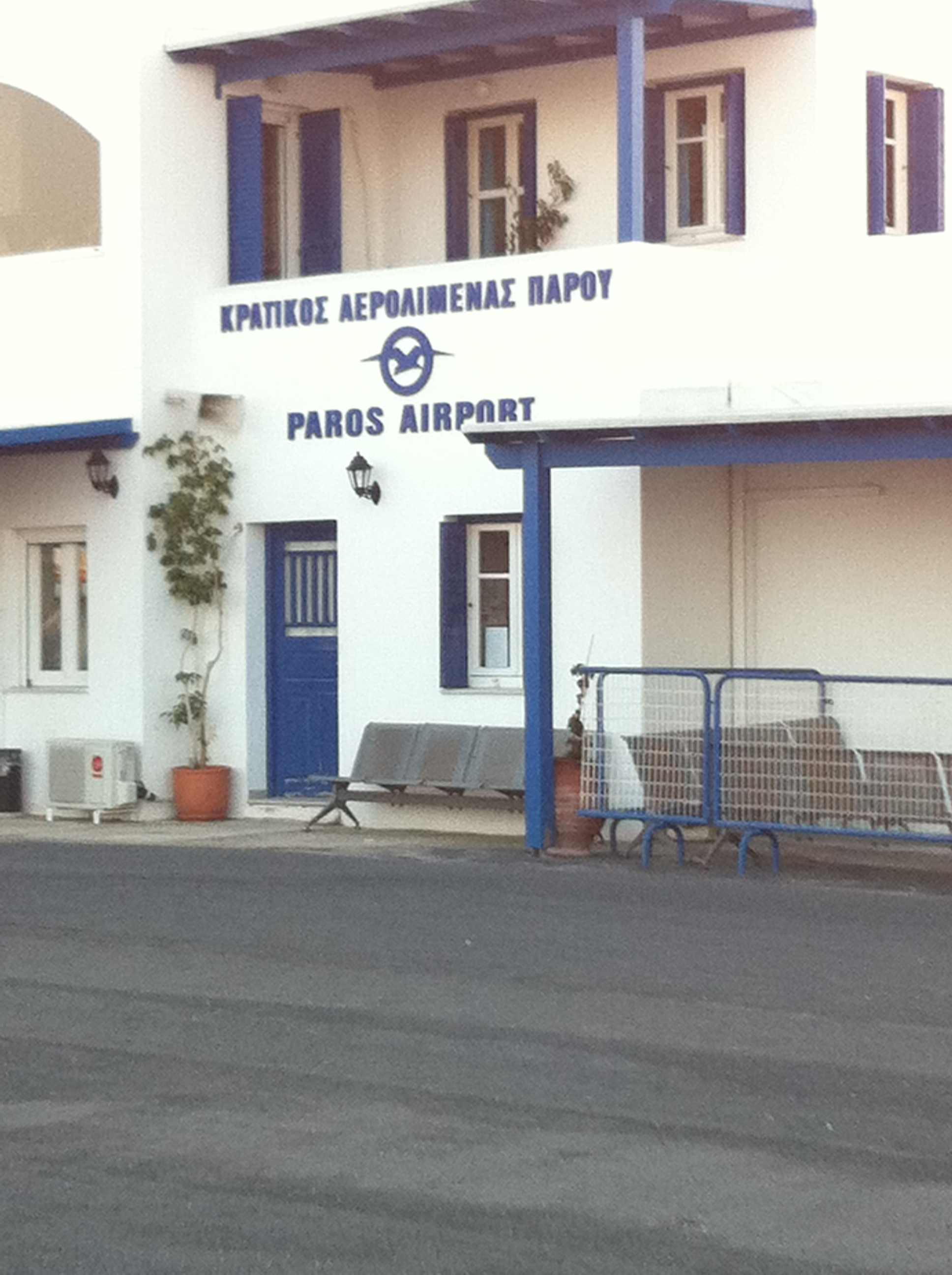
Empfangsgebäude, 2011

Der alte Flughafen befindet sich ca. 9 km südsüdwestlich der Hafenstadt Parikia auf Paros. Eine Buslinie von Parikia (etwa 30 Minuten Fahrzeit) verkehrte abhängig von den Abflug- und Ankunftzeiten der Flüge. Der Flughafen war außerdem per Auto und Taxi erreichbar.

## Geschichte
Der Flughafen wurde am 5. Oktober 1982 eröffnet. Im Jahr 1985 wurde eine asphaltierte Landebahn gebaut. Seit 1989 war der Flughafen Paros ein nationaler Flughafen, während er zuvor lediglich regionalen Status hatte. Wegen seiner geringen Größe konnte er nur kleinen Flugzeugen die Landung ermöglichen. Daher wird Paros vor allem per Fähre etwa von Piräus aus bedient.
Am 25. Juli 2016 wurde der neue Flughafen eröffnet und übernahm die Funktion als Anflugpunkt der Insel.

## Zwischenfälle
Am 2. Mai 1997 setzte eine Dornier 228-201 der Olympic Aviation (Luftfahrzeugkennzeichen SX-BHG) bei der Landung auf dem Flughafen Paros kurz vor der Landebahnschwelle sehr hart auf, wobei das Fahrwerk zusammenbrach. Alle 20 Insassen überlebten den Unfall; an der Maschine entstand Totalschaden.